# Environmental, social, and corporate governance
Gli ESG (acronimo di “environmental, social, and corporate governance”) rappresentano un approccio volto a valutare l'impegno di una organizzazione verso obiettivi sociali che trascendono la mera massimizzazione dei profitti per gli azionisti. In particolare, gli obiettivi sociali all'interno di una prospettiva ESG comprendono il raggiungimento di specifici traguardi ambientali, il sostegno a determinati movimenti sociali e l'integrazione coerente di principi di diversità, equità e inclusione.
Una varietà di organizzazioni governative e istituzioni finanziarie ha ideato modi per misurare in che misura una specifica corporazione è allineata con gli obiettivi ESG. Il movimento globale più significativo in questo senso è stato l'adozione dei 17 Obiettivi di Sviluppo Sostenibile (SDG) da parte delle Nazioni Unite nel 2015. Il termine ESG è stato utilizzato per la prima volta in modo popolare in un rapporto del 2004 intitolato "Who Cares Wins", che è stata un'iniziativa congiunta di istituzioni finanziarie su invito dell'ONU. Il rapporto è stato sostenuto da 20 istituzioni di rilievo.
In meno di 20 anni, il movimento ESG è passato dall'essere un'iniziativa di responsabilità sociale d'impresa lanciata dalle Nazioni Unite a un fenomeno globale che rappresenta oltre 30 trilioni di dollari statunitensi in attivi sotto gestione. Solo nel 2019, il capitale per un totale di 17.670 milioni di dollari è affluito verso prodotti legati agli ESG, con un aumento di quasi il 525% rispetto al 2015, secondo Morningstar. I critici sostengono che i prodotti legati agli ESG non hanno avuto e probabilmente non avranno l'impatto desiderato di aumentare il costo del capitale per le aziende inquinanti, e hanno accusato il movimento di greenwashing.

## Storia
Le decisioni storiche su dove collocare gli attivi finanziari si basavano su vari criteri, con il rendimento finanziario predominante. Tuttavia, ci sono sempre stati molti altri criteri per decidere dove investire denaro, dalle considerazioni politiche alle ricompense celestiali. Fu negli anni '50 e '60 che i vasti fondi pensione gestiti dai sindacati riconobbero l'opportunità di influenzare l'ambiente sociale più ampio utilizzando i loro attivi. Negli Stati Uniti, la International Brotherhood of Electrical Workers (IBEW) investì il suo considerevole capitale nello sviluppo di progetti di edilizia abitativa accessibile, mentre i United Mine Workers investirono in strutture sanitarie.
Negli anni '60 e '70, Milton Friedman, in risposta diretta all'umore predominante di filantropia, sostenne che la responsabilità sociale influisce negativamente sulle prestazioni finanziarie di un'azienda e che la regolamentazione e l'interferenza del "grande governo" danneggiano sempre l'economia macro. Il suo argomento secondo cui la valutazione di un'azienda o di un attivo dovrebbe basarsi quasi esclusivamente sul risultato finale (con i costi associati alla responsabilità sociale considerati non essenziali), rifletteva la convinzione predominante per la maggior parte del XX secolo (vedi la dottrina Friedman). Tuttavia, verso la fine del secolo, iniziò a guadagnare terreno una teoria contraria. Nel 1988, James S. Coleman scrisse un articolo sul American Journal of Sociology intitolato Social Capital in the Creation of Human Capital, che metteva in discussione il predominio del concetto di "interesse personale" nell'economia e introduceva il concetto di capitale sociale nella misura del valore.
Molti nella comunità degli investitori credono che lo sviluppo di fattori ESG come considerazioni nell'analisi degli investimenti sia inevitabile. Le prove di una relazione tra la considerazione delle questioni ESG e le prestazioni finanziarie stanno aumentando e la combinazione del dovere fiduciario e un ampio riconoscimento della necessità di sostenibilità negli investimenti a lungo termine ha portato le preoccupazioni ambientali, sociali e di governance aziendale a diventare sempre più importanti nel mercato degli investimenti.
Ci sono state incertezze e dibattiti su come chiamare l'inclusione di fattori intangibili legati alla sostenibilità e all'impatto etico negli investimenti. I nomi variano dall'uso precoce di parole di moda come "verde" e "eco", a una vasta gamma di possibili descrizioni per i tipi di analisi degli investimenti: "investimento responsabile", "investimento socialmente responsabile", "investimento etico", "extra-finanziario", "investimento a lungo termine", "business migliorato", "salute aziendale", "non tradizionale", e altri. Ma il predominio del termine ESG è ora ampiamente accettato. Un sondaggio a 350 professionisti globali degli investimenti condotto da Axa Investment Managers e AQ Research nel 2008 ha concluso che la grande maggioranza dei professionisti preferiva il termine ESG per descrivere tali dati.

## Preoccupazioni ambientali
La minaccia dei cambiamenti climatici è aumentata, quindi gli investitori possono scegliere di tenere conto dei problemi di sostenibilità nelle loro scelte di investimento. I problemi spesso rappresentano esternalità, come influenze sul funzionamento e sui redditi dell'azienda, che non sono influenzate esclusivamente dai meccanismi di mercato. Come in tutte le aree ESG, la varietà di possibili preoccupazioni è ampia (emissioni di gas serra, biodiversità, gestione dei rifiuti, politica dell'acqua), ma alcune delle aree principali sono elencate di seguito:

### Crisi climatica
Il corpo di ricerca che fornisce prove delle tendenze globali nei cambiamenti climatici ha portato gli investitori (fondi pensione, fondi di riserva per le assicurazioni) a iniziare a valutare gli investimenti in termini di impatto sui fattori percepiti del cambiamento climatico. Nel Regno Unito, le politiche di investimento sono state particolarmente influenzate dalle conclusioni del Rapporto Stern del 2006, un rapporto commissionato dal governo britannico per fornire un'analisi economica dei problemi associati ai cambiamenti climatici. Le sue conclusioni hanno evidenziato la necessità di includere considerazioni sui cambiamenti climatici e le questioni ambientali in tutti i calcoli finanziari.

### Sostenibilità ambientale
In tutte le aree del dibattito, dall'esaurimento delle risorse al futuro delle industrie che dipendono dalle materie prime, la questione dell'obsolescenza del prodotto o servizio di un'azienda sta diventando centrale per il valore attribuito a quella azienda. La visione a lungo termine sta diventando predominante tra gli investitori.

### Benessere animale
Le preoccupazioni relative al benessere degli animali riguardano il testare prodotti o ingredienti su animali, allevare per testare, esporre animali o fattorie industriali.

## Preoccupazioni sociali

### Diversità
C'è una crescente convinzione, ma ancora non provata, che più ampio è il gruppo di talenti disponibile per un datore di lavoro, maggiori saranno le possibilità di trovare la persona ottimale per il lavoro. L'innovazione e l'agilità sono considerati i grandi benefici della diversità, e c'è una crescente consapevolezza di quello che è conosciuto come 'il potere della differenza'.

### Diritti umani
Nel 2006, le Corti d'Appello degli Stati Uniti hanno stabilito che c'era un caso da rispondere per portare l'area delle responsabilità sociali di un'impresa direttamente nel dominio finanziario. Quest'area di preoccupazione si sta ampliando per includere considerazioni come l'impatto sulle comunità locali, la salute e il benessere dei dipendenti e un esame più completo della catena di fornitura di un'azienda.

### Protezione del consumatore
Fino a poco tempo fa, caveat emptor ("attenzione all'acquirente") era il principio che governava il commercio e le transazioni. Tuttavia, negli ultimi tempi, c'è stata una maggiore assunzione che il consumatore ha diritto a un certo grado di protezione e la grande crescita nei contenziosi per danni ha significato che la protezione del consumatore è una considerazione centrale per coloro che cercano di limitare il rischio di un'impresa. Il crollo del mercato dei mutui subprime statunitensi ha dato il via a un crescente movimento contro i prestiti abusivi ed è diventato anche un'area importante di preoccupazione.

## Preoccupazioni di governance aziendale

### Struttura di gestione
Il sistema di procedure e controlli interni che costituisce la struttura di gestione di un'azienda è parte della valutazione del patrimonio di quell'azienda. Negli ultimi anni, l'attenzione si è concentrata sull'equilibrio di potere tra l'amministratore delegato e il consiglio di amministrazione, specificamente sulle differenze tra il modello europeo e quello statunitense: negli studi statunitensi, è stato trovato che l'80% delle aziende ha un amministratore delegato che è anche presidente del consiglio, mentre nel modello del Regno Unito e dell'Europa, è stato trovato che il 90% delle aziende più grandi divide i ruoli di amministratore delegato e presidente.

### Relazioni di lavoro
Negli Stati Uniti, la lista delle 100 migliori aziende per lavorare secondo Fortune Moskowitz è diventata non solo uno strumento importante per i dipendenti, ma le aziende stanno cominciando a competere intensamente per un posto in lista, poiché non solo aiuta a reclutare la migliore forza lavoro, sembra avere anche un impatto notevole sui valori dell'azienda. Le relazioni di lavoro si collegano anche alla rappresentanza dei colleghi nelle decisioni aziendali e alla capacità di partecipare a un sindacato.

### Compensazione dei dirigenti
Ora si chiede alle aziende di elencare i livelli percentuali dei pagamenti di bonus e della retribuzione dei dirigenti più pagati, poiché sono sottoposti a un attento esame da parte di azionisti e investitori di capitale.

### Compensazione dei dipendenti
Oltre alla compensazione dei dirigenti, il pagamento equo degli altri dipendenti è una considerazione nella governance di un'organizzazione. Ciò include l'equità salariale per dipendenti di tutti i generi. Le audit di equità salariale e i risultati di tali audit possono essere richiesti da diverse normative, in alcuni casi, essere resi pubblici per la revisione. Hermann J. Stern distingue quattro metodi per includere la performance ESG nella compensazione dei dipendenti:
1. Obiettivi ESG (obiettivi di attività, progetti e risultati ESG fissati dall'azienda come meta)
2. Misurazione della performance relativa di ESG (in confronto ai suoi pari, sulla base delle cifre chiave che l'azienda considera rilevanti)
3. Agenzie di rating ESG (Refinitiv, S&P Trucost e RobecoSam, Sustainalytics, ISS ESG, MSCI ESG, Vigeo Eiris, EcoVadis, Ecomate, Minerva Analytics, ecc.)[25]
4. Valutazioni delle performance ESG (valutazione della performance interna o indipendente attraverso opinioni di esperti, basate su fatti oggettivi e soggettivi disponibili internamente ed esternamente)

## Effetti sulla performance dell'azienda
La performance finanziaria di un'azienda rappresenta la sua salute finanziaria complessiva, e viene utilizzata per verificare la fattibilità dell'azienda e il suo potenziale di crescita. Uno studio del 2024 condotto da Susen e Etter dimostra che livelli più alti di performance ESG (denominato ESG Tilt) e cambiamenti nella performance ESG nel tempo (ESG Momentum) sono positivamente correlati con un aumento della soddisfazione dei dipendenti nelle aziende S&P 500, mediato da percezioni di giustizia organizzativa e aspettative di ricompense future. Questi fattori intangibili sono considerati i collegamenti mancanti tra la performance ESG osservata e i risultati finanziari di un'azienda.
Altri studi hanno dimostrato che l'integrazione dei criteri ESG nei prodotti ha un effetto sulla performance aziendale. Secondo uno studio del 2015 di Friede, Busch e Bassen, esiste un legame positivo, dimostrato nel 90% dei casi, tra la performance ESG e la performance finanziaria. Questo legame positivo può essere spiegato da una riduzione dell'esposizione al rischio. L'integrazione dei criteri ESG mitiga i potenziali rischi legati all'ESG. Ad esempio, rispettare le normative ambientali evita alcune sanzioni che potrebbero influenzare l'aspetto finanziario. Un altro studio punta nella stessa direzione, affermando che la pubblicazione di rapporti di sostenibilità migliora la performance finanziaria, e la reputazione, e conduce alla creazione di un vantaggio competitivo significativo per l'azienda. Inoltre, questa divulgazione è positivamente associata al rendimento del capitale.
Le aziende che adottano criteri ESG tendono a generare maggiori benefici, poiché gli investitori sono più orientati verso prodotti più ecologici e sostenibili. Questi investitori ora tengono maggiormente conto di queste linee guida nelle loro decisioni di investimento. In altre parole, l'obiettivo di integrare una politica ESG è avere un effetto positivo sulla performance finanziaria per coprire i costi che essa genera.
Nonostante la correlazione positiva tra l'inclusione di criteri ESG e la performance finanziaria, ciò non implica che l'obiettivo principale delle aziende sia diventare socialmente e ambientalmente responsabili. Secondo Milton Friedman (1962), "l'obiettivo principale di un'azienda è aumentare la ricchezza dei suoi azionisti". Inoltre, l'ascesa dell'ESG rappresenta una buona opportunità per molti investitori aziendali di guadagnare denaro. Non esistono ancora criteri universali per valutare se un fondo sia ESG o meno. Gli investitori si affidano ai rating per effettuare i loro investimenti, ma questi rating non riflettono sempre un quadro completo delle performance ESG, poiché si basano su dati incompleti forniti dalla stessa azienda. Una buona performance ESG attrae e trattiene gli investitori. Infine, anche se molti studi mostrano una relazione positiva tra una buona performance ESG e la performance finanziaria, altri studi dimostrano che è difficile quantificare l'effetto finanziario reale di un miglioramento nella performance sociale di un'azienda.
Assegnare un valore monetario preciso ai temi ESG si rivela complesso, se non addirittura arduo. I modelli quantitativi e le valutazioni ESG stabilite non catturano sempre adeguatamente questi valori, il che rende difficile la loro integrazione nelle decisioni di investimento basate su dati finanziari a breve termine.
Inizialmente, gli studi si concentrarono sull'effetto della CSR sulla performance finanziaria, utilizzando modelli come il CAPM. Ricerche precedenti, come quelle di Alexander e Buchholz nel 1978, non trovarono alcun legame significativo tra le azioni socialmente responsabili e i rendimenti del mercato azionario. Studi successivi, come quelli di Cochran e Wood nel 1984, Aupperle, Carroll e Hatfield nel 1985, e Blackburn, Doran e Shrader nel 1994, confermarono questa mancanza di correlazione tra ESG e performance finanziaria delle aziende, nonostante i diversi approcci metodologici.
Anche quando gli studi hanno cercato di misurare specificamente la performance in relazione alla CSR, come nel caso di Aupperle, Carroll e Hatfield nel 1985, utilizzando misure di redditività aggiustate per il rischio, sono giunti a conclusioni simili: l'assenza di una relazione significativa tra CSR e redditività aziendale.

## Relazione tra ESG e valutazione aziendale
Diversi studi hanno messo in discussione l'idea che un maggiore investimento in ESG contribuisca sempre al valore aziendale. Alcuni ricercatori suggeriscono che un'eccessiva investimento o un controllo eccessivo sulle iniziative ESG non solo può essere inefficace, ma anche generare effetti controproducenti per la valutazione dell'azienda. In alcuni casi, l'over-investimento in ESG da parte delle aziende o il controllo eccessivo da parte degli investitori possono limitare i benefici attesi.
In questo contesto, la ricerca suggerisce che la relazione tra i risultati ESG e la valutazione delle aziende possa essere non lineare e presentare caratteristiche polinomiali, come modelli a forma di U rovesciata. Ciò suggerisce l'esistenza di un livello ottimale di investimento ESG in cui i benefici per la valutazione aziendale vengono massimizzati, oltre il quale potrebbero verificarsi rendimenti decrescenti o addirittura effetti negativi.

## Investimento Responsabile
I tre domini sociale, ambientale e di governance aziendale sono strettamente legati al concetto di investimento responsabile. Gli investimenti responsabili sono iniziati come un'area di investimento di nicchia, che soddisfa le esigenze di coloro che desiderano investire, ma vogliono farlo entro parametri eticamente definiti.

### Principi per l'investimento responsabile
L'Iniziativa dei Principi per l'Investimento Responsabile è stata istituita nel 2005 dalla Iniziativa finanziaria del programma delle Nazioni Unite per l'ambiente e dal Patto mondiale delle Nazioni Unite come un quadro per migliorare l'analisi delle questioni ESG nel processo di investimento e per aiutare le aziende nell'esercizio della proprietà responsabile.

### Principi di Equatore
I Principi di Equatore sono un quadro di gestione del rischio, adottato dalle istituzioni finanziarie, per determinare, valutare e gestire il rischio ambientale e sociale nel finanziamento di progetti. Il loro obiettivo principale è fornire uno standard minimo di due diligence per supportare il processo decisionale di rischio responsabile. Fino a ottobre 2019, 97 istituzioni finanziarie in 37 paesi avevano adottato ufficialmente i Principi di Equatore. Le Istituzioni Finanziarie dei Principi di Equatore (IFPE) si impegnano a non concedere prestiti a progetti in cui il prestatore non rispetti o non possa rispettare le rispettive politiche e procedure sociali e ambientali.
I Principi di Equatore, lanciati formalmente a Washington D.C. il 4 giugno 2003, si basano sui quadri delle politiche ambientali e sociali esistenti stabiliti dalla Società finanziaria internazionale. Successivamente, questi standard sono stati aggiornati periodicamente in quello che è comunemente noto come gli Standard di Performance della Corporazione Finanziaria Internazionale sulla sostenibilità sociale e ambientale e nelle Linee guida ambientali, di salute e sicurezza del Gruppo della Banca Mondiale.

## Agenzia di valutazione
Le informazioni ambientali, sociali e di governance (ESG) delle aziende quotate in borsa sono sempre state valutate dal mercato dei capitali globale e sono stati sviluppati sistemi di rating e investimenti ESG più maturi. Il rating ESG è il risultato dell'analisi ESG di un'azienda. Si basa su:
1. Raccolta di informazioni (stati finanziari, rapporti di CSR, interviste, questionari)
2. Valutazione delle informazioni
3. Verifica dei dati

Il rating di sostenibilità è generalmente affidato a centri di ricerca specializzati nella raccolta e nel trattamento di informazioni e dati sul comportamento ESG delle aziende.

## Divulgazione e regolamentazione
Nei primi dieci anni del XXI secolo, è cresciuto il mercato degli investimenti definiti dagli ESG. Non solo la maggior parte delle grandi banche del mondo hanno dipartimenti e divisioni dedicate esclusivamente agli investimenti responsabili, ma anche le aziende boutique specializzate nella consulenza sugli investimenti ambientali, sociali e di governance stanno aumentando. Uno dei principali aspetti del versante ESG del mercato assicurativo che provoca questa tendenza alla proliferazione è il carattere essenzialmente soggettivo delle informazioni in base alle quali possono essere prese decisioni di investimento. La mancanza di norme chiare e di un monitoraggio trasparente ha sollevato preoccupazioni sul fatto che i riconoscimenti ESG servano principalmente a obiettivi ecologici e di pubbliche relazioni delle aziende, distogliendo l'attenzione da iniziative più sostanziali per migliorare l'ambiente e la società.
Nel marzo 2021, la SEC ha annunciato che le revisioni di conformità relative alla divulgazione ESG sarebbero state un obiettivo di attenzione dell'agenzia nel 2021. Nello stesso mese, l'Amministrazione per la Sicurezza dei Benefici per i Dipendenti (EBSA) del Dipartimento del Lavoro degli Stati Uniti ha annunciato che rivedrebbe e non applicherebbe la norma finale dell'amministrazione Trump sui poteri di voto delegati dei dipendenti. Legge di Sicurezza dei Redditi di Pensione dei Dipendenti del 1974 (ERISA), che considera solo gli interessi pecuniari e non i fattori ESG negli investimenti per 401(k) sotto l'E.O. 13990.
Nel novembre 2021, la SEC ha annullato una norma dell'amministrazione Trump emessa nel 2017 che permetteva ai CEO di escludere le proposte degli azionisti relative agli ESG nelle dichiarazioni annuali di rappresentanza.